# Brandsen
Brandsen é um partido (município) da província de Buenos Aires, na Argentina. Possuía, de acordo com estimativa de 2019, 30.597 habitantes.